# Shunsuke Nakamura
Shunsuke Nakamura (中村 俊輔?, Nakamura Shunsuke; Yokohama, 24 giugno 1978) è un ex calciatore giapponese, di ruolo centrocampista.
Dopo gli esordi in Giappone, nel 2002 si è trasferito in Italia per giocare con la Reggina, collezionando 87 presenze e 12 gol. Nel 2005 è stato acquistato dagli scozzesi del Celtic, con i quali ha vinto tre campionati, due coppe di lega e una coppa nazionale. Nel 2009 è passato ai catalani dell'Espanyol, ma dopo una sola stagione è tornato in Giappone agli Yokohama Marinos.
Tra il 2000 e il 2010 è stato convocato regolarmente dalla nazionale giapponese, con la quale ha vinto due volte la Coppa d'Asia.

## Caratteristiche tecniche
Dotato di un mancino potente e preciso, Nakamura prediligeva giocare sulla fascia destra, dove poteva permettersi di accentrare la sua posizione per il tiro o per le verticalizzazioni ai compagni. Era inoltre dotato di una tecnica sopraffina e di una visione totale del campo.
Pur non essendo particolarmente veloce, compensava questo difetto con la sua propensione offensiva, che gli permetteva spesso di trovare il gol grazie al suo tiro preciso e al buon tiro dalla distanza; abbinava a queste sue qualità un ottimo dribbling; nel novero delle sue abilità rientravano anche i calci piazzati: era infatti uno specialista dei rigori e in particolar modo delle punizioni.

## Carriera

### Club

#### Gli esordi
Nato e cresciuto a Yokohama, Nakamura inizia a praticare il calcio all'età di 5 anni, giocando per le giovanili del club locale Misono FC fino a poco prima della scuola media. Dopo essersi diplomato al Toko Gakuen nel 1997, Nakamura decide di fare il gran passo, firmando per i Yokohama Marinos.
Nel 1997, il diciannovenne Nakamura si unisce ai Yokohama Marinos nella J-League (in seguito la squadra cambierà il suo nome in Yokohama F. Marinos per effetto dell'unione con gli Yokohama Flugels), per i quali ha già giocato in passato ai tempi della Nissan Motors FC. Il suo debutto da professionista risale al 16 aprile dello stesso anno, in una partita contro il Gamba Osaka. Nakamura porta a termine la sua prima stagione con un bottino di 27 presenze e 5 gol.
Nel 2000 il giovane giocatore disputa la sua migliore stagione in tutta la sua permanenza a Yokohama: mette a segno 5 reti, 11 assist e viene nominato MVP della J-League. Nakamura lascia i Marinos nel 2002 per accasarsi in Italia presso la Reggina, per una cifra di 3,5 milioni di dollari.

#### Reggina
Dopo l'amara esclusione dalla rosa giapponese che ha preso parte al campionato del mondo 2002 (disputatosi tra l'altro in casa), Nakamura si trasferisce alla Reggina, neopromossa in Serie A. Le aspettative generali sul giapponese erano molto alte e, dopo aver ricevuto la maglia numero 10, il fantasista ripaga tale fiducia con un impatto significativo, segnando 3 gol consecutivi nelle prime giornate di campionato e diventando ben presto un beniamino dei tifosi, nonché un giocatore chiave della formazione calabrese; terminerà la sua prima stagione italiana dando il proprio contributo alla salvezza della squadra con 7 marcature in 36 partite disputate.
Nell'annata successiva Nakamura non riesce tuttavia a riproporsi su tali livelli, complici anche gli infortuni e gli avvicendamenti in panchina che ne mettono in discussione la titolarità, con gli amaranto che puntano nuovamente ad evitare la retrocessione. Anche la stagione 2004-2005 risulta abbastanza opaca per il calciatore nipponico, che racimola appena 2 reti in 33 presenze.
Dopo un'ennesima annata non particolarmente brillante, preoccupatosi peraltro di aver perso competitività ad alti livelli durante il triennio reggino trascorso senza lottare per obiettivi di vertice, Nakamura decide di voler cambiare maglia, lasciando dunque il club dopo 87 presenze e 12 reti complessive.

#### Celtic
Nell'estate 2005 il giocatore esprime il suo desiderio di giocare in Spagna e molte voci lo accostano all'Atlético Madrid e al Deportivo La Coruña, militanti nella Primera División, così come a club della Bundesliga tra i quali Borussia Dortmund e Borussia Mönchengladbach. Ciò nonostante la fiducia del giapponese ricade sulla squadra scozzese del Celtic, militante in Scottish Premier League. Il suo impatto con il nuovo club è molto positivo: viene nominato uomo partita al debutto contro il Dundee United il 6 agosto 2005. La sua creatività, così come la sua etica del lavoro e la compostezza sotto pressione, riceve subito l'elogio dei compagni di squadra, del CT Gordon Strachan e dei sostenitori del Celtic. Nella sua prima stagione in Scozia, Nakamura conquista subito due titoli nazionali: la Scottish Premier League e la Scottish League Cup.
Il 13 settembre 2006 debutta in Champions League con la maglia bianco-verde, in una partita contro il Manchester United all'Old Trafford. Il giapponese disputa una buona partita e riesce anche a segnare su calcio di punizione per il pareggio del 2-2. Tuttavia i Red Devils hanno la meglio, riuscendo a strappare una vittoria per 3-2. Il 14 ottobre, contro il Dundee United al Tannadice, Nakamura mette a segno la sua prima tripletta con il Celtic, vincendo nuovamente il riconoscimento di uomo-partita. L'incontro termina per 4-1 a favore dei Celts. Il 21 novembre Nakamura segna uno dei gol più importanti della sua carriera: una punizione precisa da 28 metri contro il Manchester United al Celtic Park in una cruciale gara di Champions League. La rete ha permesso agli Hoops di avanzare alla fase ad eliminazione per la prima volta. Il 26 dicembre segna una rete importante sempre contro il Dundee United al Celtic Park (la marcatura del nipponico è riconosciuta come Gol della stagione). È stata proprio la performance di Nakamura nei 20 minuti finali che ha permesso al Celtic di conquistare un punto prezioso, il che ha portato l'allenatore Gordon Strachan a proclamarlo "un genio". Nel 2007 viene incluso nella shortlist per il Pallone d'Oro

#### Espanyol
Molti media parlarono del fatto che Nakamura potesse tornare alla sua città natale Yokohama, dopo il contratto di quattro anni con il Celtic. Nel giugno 2009, poco prima di un controllo medico a Yokohama la negoziazione non si concluse, per cause tuttora ignote. Il 22 giugno 2009, venne annunciato che Nakamura firmò un contratto di due anni per la squadra spagnola Espanyol. Fece il suo debutto con i Los Pericos nella prima partita di campionato della stagione 2009-10 contro l'Athletic Bilbao, giocando tutto il match. Tuttavia, egli non trovò più spazio in prima squadra, e riuscì a fare solo brevi apparizioni nel secondo tempo come sostituto e non riuscendo mai a trovare la via del gol.

#### Yokohama Marinos
Il 12 febbraio 2010, Nakamura annuncia ufficialmente il suo ritorno in patria, agli Yokohama F·Marinos squadra della sua città natale dove prende la maglia numero 10. Nella partita di esordio (vinta 4-1) mette inoltre a segno il gol del momentaneo 1-0 con un tiro potentissimo da oltre venticinque metri.
Il 10 dicembre 2013 diventa il primo giocatore a vincere due volte il titolo di migliore giocatore del campionato giapponese. Il titolo fu dedicato ad un suo amico deceduto più di un anno prima, Naoki Matsuda. Nel 2013 vince la Coppa dell'Imperatore, nella semifinale vinta contro il Sagan Tosu segna la rete de 2-0. Nell'edizione 2013 della J1 League stabilisce un record personale di dieci reti, segna un gol contro l'Oita Trinita e il Shimizu S-Pulse permettendo alla squadra di batterle entrambe di misura per 1-0, fa dei gol in altre vittoria come quella per 2-1 contro il Sagan Tosu, o prevalendo per 2-0 contro il FC Tokyo, battendo per 4-2 lo Shonan Bellmare o vincendo per 5-0 contro lo Shimizu S-Pulse, inoltre è autore di una doppietta vincendo per 3-0 ai danni dell'Urawa Red Diamonds.
Il 19 luglio 2015, all'età di 37 anni, inventa un gol con una magia su punizione al 94', firmando il 2-2 dello Yokohama Marinos contro il Gamba Osaka. Circa un mese e mezzo più tardi il 1º settembre 2015 firma un'altra grande perla su punizione firmando l'1-0 dello Yokohama contro l'Urawa Reds. La sua ultima rete per la squadra la segnerà il 22 settembre 2016 con un altro calcio di punizione vincendo per 4-0 contro il Tokyo Verdy.

#### Júbilo Iwata
Il 29 dicembre 2016 passa al Jùbilo Iwata. Nell'edizione 2017 del campionato segna per ben due volte contro l'Omiya Ardija, entrambe le partite si cono concluse con la vittoria del Júbilo Iwata per 2-1, fa un gol anche nelle vittorie contro il Kashima Antlers e lo Shimizu S-Pulse vinte entrambe per 3-0, inoltre segna una rete pure nella sconfitta per 3-2 contro il Sanfrecce Hiroshima: in cinquantadue presenze queste sono state le uniche cinque reti nella sua permanenza in squadra.

#### Yokohama FC
L’11 luglio 2019 a 41 anni, firma per una stagione con lo Yokohama FC. Il 27 ottobre 2019 segna un gol in J2 League, la seconda divisione del calcio giapponese, nella vittoria per 2-1 contro il Tokyo Verdy. La squadra otterrà il 2º posto in classifica venendo promossa nella J1 League.

### Nazionale

#### Maggiore
Nakamura fa il suo debutto ufficiale con la maglia della nazionale maggiore il 13 febbraio 2000 nella vittoria per 3-0 contro il Singapore e segna il suo primo gol il 16 febbraio 2000 nella partita contro i Brunei prevalendo per 9-0. Il 2 maggio 2002 segna la sua prima doppietta con la nazionale nel pareggio per 3-3 contro l'Honduras.
Nel 2003 viene convocato per giocare alla Confederation Cup, nella quale segna tre reti: una doppietta vincendo per 3-0 contro la Nuova Zelanda, e un ultimo gol nella sconfitta per 2-1 contro la Francia.
Prende parte alla Coppa d'Asia 2004, segnando il gol del 1-0 con cui vince contro l'Oman, e fa un'altra rete nella vittoria per 4-1 contro la Thailandia, invece contro la Giordania la partita finisce per 1-1 e ai rigori è Nakamura il primo a calciare dal dischetto sebbene fallisca nel tentativo, comunque il Giappone vince per 4-3, e nella finale contro la Cina fornisce due assist vincenti e il Giappone vince per 3-1.
Dopo aver giocato all'edizione 2005 della Confederation Cup dove segna una rete contro il Brasile nel pareggio per 2-2, disputa l'edizione 2006 della Coppa del Mondo, segnando un gol nella sconfitta per 3-1 contro l'Australia.
Disputa la Coppa d'Asia 2007 segnando un gol sia nella vittoria per 3-1 contro gli Emirati Arabi Uniti sia in quella per 4-1 contro il Vietnam, ai quarti di finale contro l'Australia la partita si conclude per 1-1 e ai rigori il Giappone vince per 4-3 e Nakamura segna dal dischetto, nell'ultima partita contro la Corea del Sud la squadra nipponica perde per 6-5 ai rigori sebbene Nakamura avesse sengnato uno dei rigori vincenti.
Segna la sua ultima doppietta con la nazionale battendo per 4-3 la Svizzera, infine segna il suo ultimo gol per il Giappone nella vittoria per 4-0 contro Hong Kong. La sua ultima partita l'ha giocata al Mondiale 2010 nella sconfitta per 1-0 contro l'Olanda, in seguito si è ritirato ufficialmente dalla nazionale dopo il mondiale.
Nakamura ha preso parte a due mondiali con la sua nazionale (2006, 2010), con la maglia della nazionale nipponica conta 98 presenze e 24 gol.

## Statistiche

### Presenze e reti nei club
Statistiche aggiornate al 6 agosto 2022.
| Stagione                | Squadra                 | Campionato              | Campionato | Campionato | Coppe nazionali | Coppe nazionali | Coppe nazionali | Coppe continentali | Coppe continentali | Coppe continentali | Altre coppe | Altre coppe | Altre coppe | Totale | Totale |
| Stagione                | Squadra                 | Comp                    | Pres       | Reti       | Comp            | Pres            | Reti            | Comp               | Pres               | Reti               | Comp        | Pres        | Reti        | Pres   | Reti   |
| ----------------------- | ----------------------- | ----------------------- | ---------- | ---------- | --------------- | --------------- | --------------- | ------------------ | ------------------ | ------------------ | ----------- | ----------- | ----------- | ------ | ------ |
| 1997                    | Yokohama Marinos        | J1                      | 27         | 5          | CG+CdL          | 1+3             | 0+0             | -                  | -                  | -                  | -           | -           | -           | 31     | 5      |
| 1998                    | Yokohama Marinos        | J1                      | 33         | 9          | CG+CdL          | 0+4             | 0+1             | -                  | -                  | -                  | -           | -           | -           | 37     | 10     |
| 1999                    | Yokohama Marinos        | J1                      | 26         | 7          | CG+CdL          | 3+4             | 1+0             | -                  | -                  | -                  | -           | -           | -           | 33     | 8      |
| 2000                    | Yokohama Marinos        | J1                      | 30+2       | 5+0        | CG+CdL          | 2+4             | 0+1             | -                  | -                  | -                  | -           | -           | -           | 38     | 6      |
| 2001                    | Yokohama Marinos        | J1                      | 24         | 3          | CG+CdL          | 1+6             | 0+2             | -                  | -                  | -                  | -           | -           | -           | 31     | 5      |
| gen.-giu. 2002          | Yokohama Marinos        | J1                      | 8          | 4          | CG+CdL          | 0+0             | 0+0             | -                  | -                  | -                  | -           | -           | -           | 8      | 4      |
| 2002-2003               | Reggina                 | A                       | 31+1       | 7+0        | CI              | 4               | 1               | -                  | -                  | -                  | -           | -           | -           | 36     | 8      |
| 2003-2004               | Reggina                 | A                       | 16         | 2          | CI              | 2               | 0               | -                  | -                  | -                  | -           | -           | -           | 18     | 2      |
| 2004-2005               | Reggina                 | A                       | 33         | 2          | CI              | 0               | 0               | -                  | -                  | -                  | -           | -           | -           | 33     | 2      |
| Totale Reggina          | Totale Reggina          | Totale Reggina          | 80+1       | 11+0       |                 | 6               | 1               |                    | -                  | -                  |             | -           | -           | 87     | 12     |
| 2005-2006               | Celtic                  | SPL                     | 33         | 6          | SC+CdL          | 1+4             | 0+0             | UCL                | 0                  | 0                  | -           | -           | -           | 38     | 6      |
| 2006-2007               | Celtic                  | SPL                     | 37         | 9          | SC+CdL          | 5+0             | 0+0             | UCL                | 8                  | 2                  | -           | -           | -           | 50     | 11     |
| 2007-2008               | Celtic                  | SPL                     | 26         | 6          | SC+CdL          | 4+0             | 1+0             | UCL                | 6                  | 0                  | -           | -           | -           | 36     | 7      |
| 2008-2009               | Celtic                  | SPL                     | 32         | 8          | SC+CdL          | 2+3             | 0+1             | UCL                | 5                  | 0                  | -           | -           | -           | 42     | 9      |
| Totale Celtic           | Totale Celtic           | Totale Celtic           | 128        | 29         |                 | 12+7            | 1+1             |                    | 19                 | 2                  |             | -           | -           | 166    | 33     |
| 2009-feb. 2010          | Espanyol                | PD                      | 13         | 0          | CR              | 2               | 0               | -                  | -                  | -                  | -           | -           | -           | 15     | 0      |
| 2010                    | Yokohama Marinos        | J1                      | 32         | 5          | CG+CdL          | 2+1             | 1+0             | -                  | -                  | -                  | -           | -           | -           | 35     | 6      |
| 2011                    | Yokohama Marinos        | J1                      | 24         | 4          | CG+CdL          | 5+2             | 2+0             | -                  | -                  | -                  | -           | -           | -           | 31     | 6      |
| 2012                    | Yokohama Marinos        | J1                      | 31         | 6          | CG+CdL          | 5+3             | 2+0             | -                  | -                  | -                  | -           | -           | -           | 39     | 8      |
| 2013                    | Yokohama Marinos        | J1                      | 33         | 10         | CG+CdL          | 6+10            | 1+2             | -                  | -                  | -                  | -           | -           | -           | 49     | 13     |
| 2014                    | Yokohama Marinos        | J1                      | 32         | 3          | CG+CdL          | 0+1             | 0+0             | ACL                | 5                  | 0                  | SG          | 1           | 0           | 39     | 3      |
| 2015                    | Yokohama Marinos        | J1                      | 19         | 3          | CG+CdL          | 2+1             | 0+0             | -                  | -                  | -                  | -           | -           | -           | 22     | 3      |
| 2016                    | Yokohama Marinos        | J1                      | 19         | 4          | CG+CdL          | 3+1             | 1+1             | -                  | -                  | -                  | -           | -           | -           | 23     | 6      |
| Totale Yokohama Marinos | Totale Yokohama Marinos | Totale Yokohama Marinos | 338+2      | 68+0       |                 | 30+40           | 8+7             |                    | 5                  | 0                  |             | 1           | 0           | 416    | 83     |
| 2017                    | Júbilo Iwata            | J1                      | 30         | 5          | CG+CdL          | 1+0             | 0+0             | -                  | -                  | -                  | -           | -           | -           | 31     | 5      |
| 2018                    | Júbilo Iwata            | J1                      | 16+1       | 0+0        | CG+CdL          | 0+0             | 0+0             | -                  | -                  | -                  | -           | -           | -           | 17     | 0      |
| feb.-mar. 2019          | Júbilo Iwata            | J1                      | 2          | 0          | CG+CdL          | 0+0             | 0+0             | -                  | -                  | -                  | -           | -           | -           | 2      | 0      |
| Totale Júbilo Iwata     | Totale Júbilo Iwata     | Totale Júbilo Iwata     | 48+1       | 5+0        |                 | 1+0             | 0+0             |                    | -                  | -                  |             | -           | -           | 50     | 5      |
| mar.-dic. 2019          | Yokohama                | J2                      | 10         | 1          | CG+CdL          | 1+0             | 0+0             | -                  | -                  | -                  | -           | -           | -           | 11     | 1      |
| 2020                    | Yokohama                | J1                      | 10         | 0          | CG+CdL          | 0+0             | 0+0             | -                  | -                  | -                  | -           | -           | -           | 10     | 0      |
| 2021                    | Yokohama                | J1                      | 12         | 0          | CG+CdL          | 1+1             | 0+0             | -                  | -                  | -                  | -           | -           | -           | 14     | 0      |
| 2022                    | Yokohama                | J2                      | 6          | 0          | CG+CdL          | 0+0             | 0+0             | -                  | -                  | -                  | -           | -           | -           | 6      | 0      |
| Totale Yokohama         | Totale Yokohama         | Totale Yokohama         | 38         | 1          |                 | 2+1             | 0+0             |                    | -                  | -                  |             | -           | -           | 41     | 1      |
| Totale carriera         | Totale carriera         | Totale carriera         | 645+4      | 114+0      |                 | 101             | 18              |                    | 24                 | 2                  |             | 1           | 0           | 775    | 134    |

### Cronologia presenze e reti in nazionale
| Cronologia completa delle presenze e delle reti in nazionale ― Giappone | Cronologia completa delle presenze e delle reti in nazionale ― Giappone | Cronologia completa delle presenze e delle reti in nazionale ― Giappone | Cronologia completa delle presenze e delle reti in nazionale ― Giappone | Cronologia completa delle presenze e delle reti in nazionale ― Giappone | Cronologia completa delle presenze e delle reti in nazionale ― Giappone | Cronologia completa delle presenze e delle reti in nazionale ― Giappone | Cronologia completa delle presenze e delle reti in nazionale ― Giappone |
| Data                                                                    | Città                                                                   | In casa                                                                 | Risultato                                                               | Ospiti                                                                  | Competizione                                                            | Reti                                                                    | Note                                                                    |
| ----------------------------------------------------------------------- | ----------------------------------------------------------------------- | ----------------------------------------------------------------------- | ----------------------------------------------------------------------- | ----------------------------------------------------------------------- | ----------------------------------------------------------------------- | ----------------------------------------------------------------------- | ----------------------------------------------------------------------- |
| 13-2-2000                                                               | Macao                                                                   | Singapore                                                               | 0 – 3                                                                   | Giappone                                                                | Qual. Coppa d'Asia 2000                                                 | -                                                                       |                                                                         |
| 16-2-2000                                                               | Macao                                                                   | Brunei                                                                  | 0 – 9                                                                   | Giappone                                                                | Qual. Coppa d'Asia 2000                                                 | 1                                                                       |                                                                         |
| 20-2-2000                                                               | Macao                                                                   | Macao                                                                   | 0 – 3                                                                   | Giappone                                                                | Qual. Coppa d'Asia 2000                                                 | -                                                                       |                                                                         |
| 15-3-2000                                                               | Kōbe                                                                    | Giappone                                                                | 0 – 0                                                                   | Cina                                                                    | Amichevole                                                              | -                                                                       | 67’                                                                     |
| 26-4-2000                                                               | Seul                                                                    | Corea del Sud                                                           | 1 – 0                                                                   | Giappone                                                                | Amichevole                                                              | -                                                                       | 81’                                                                     |
| 4-6-2000                                                                | Casablanca                                                              | Giappone                                                                | 2 – 2 (2 – 4 dtr)                                                       | Francia                                                                 | Trofeo di calcio Hassan II 2000 - Semifinale                            | -                                                                       | 68’                                                                     |
| 6-6-2000                                                                | Casablanca                                                              | Giappone                                                                | 4 – 0                                                                   | Giamaica                                                                | Trofeo di calcio Hassan II 2000 - Finale 3º posto                       | -                                                                       |                                                                         |
| 11-6-2000                                                               | Sendai                                                                  | Giappone                                                                | 1 – 1                                                                   | Slovacchia                                                              | Amichevole                                                              | 1                                                                       | 73’                                                                     |
| 18-6-2000                                                               | Yokohama                                                                | Giappone                                                                | 2 – 0                                                                   | Bolivia                                                                 | Amichevole                                                              | -                                                                       | 28’                                                                     |
| 16-8-2000                                                               | Hiroshima                                                               | Giappone                                                                | 3 – 1                                                                   | Emirati Arabi Uniti                                                     | Amichevole                                                              | 1                                                                       | 72’                                                                     |
| 14-10-2000                                                              | Sidone                                                                  | Arabia Saudita                                                          | 1 – 4                                                                   | Giappone                                                                | Coppa d'Asia 2000 - 1º turno                                            | -                                                                       |                                                                         |
| 17-10-2000                                                              | Sidone                                                                  | Uzbekistan                                                              | 1 – 8                                                                   | Giappone                                                                | Coppa d'Asia 2000 - 1º turno                                            | -                                                                       |                                                                         |
| 24-10-2000                                                              | Beirut                                                                  | Iraq                                                                    | 1 – 4                                                                   | Giappone                                                                | Coppa d'Asia 2000 - Quarti di finale                                    | -                                                                       | 80’                                                                     |
| 26-10-2000                                                              | Beirut                                                                  | Cina                                                                    | 2 – 3                                                                   | Giappone                                                                | Coppa d'Asia 2000 - Semifinale                                          | -                                                                       |                                                                         |
| 29-10-2000                                                              | Sidone                                                                  | Arabia Saudita                                                          | 0 – 1                                                                   | Giappone                                                                | Coppa d'Asia 2000 - Finale                                              | -                                                                       |                                                                         |
| 20-12-2000                                                              | Tokyo                                                                   | Giappone                                                                | 1 – 1                                                                   | Corea del Sud                                                           | Amichevole                                                              | -                                                                       | 46’                                                                     |
| 24-3-2001                                                               | Saint-Denis                                                             | Francia                                                                 | 5 – 0                                                                   | Giappone                                                                | Amichevole                                                              | -                                                                       | 46’                                                                     |
| 21-3-2002                                                               | Osaka                                                                   | Giappone                                                                | 1 – 0                                                                   | Ucraina                                                                 | Amichevole                                                              | -                                                                       | 46’                                                                     |
| 17-4-2002                                                               | Yokohama                                                                | Giappone                                                                | 1 – 1                                                                   | Costa Rica                                                              | Amichevole                                                              | -                                                                       |                                                                         |
| 29-4-2002                                                               | Tokyo                                                                   | Giappone                                                                | 1 – 0                                                                   | Slovacchia                                                              | Amichevole                                                              | -                                                                       |                                                                         |
| 2-5-2002                                                                | Kobe                                                                    | Giappone                                                                | 3 – 3                                                                   | Honduras                                                                | Amichevole                                                              | 2                                                                       | 77’                                                                     |
| 16-10-2002                                                              | Tokyo                                                                   | Giappone                                                                | 1 – 1                                                                   | Giamaica                                                                | Amichevole                                                              | -                                                                       |                                                                         |
| 20-11-2002                                                              | Saitama                                                                 | Giappone                                                                | 0 – 2                                                                   | Argentina                                                               | Amichevole                                                              | -                                                                       | 58’                                                                     |
| 28-3-2003                                                               | Tokyo                                                                   | Giappone                                                                | 2 – 2                                                                   | Uruguay                                                                 | Amichevole                                                              | 1                                                                       | 46’                                                                     |
| 11-6-2003                                                               | Saitama                                                                 | Giappone                                                                | 0 – 0                                                                   | Paraguay                                                                | Amichevole                                                              | -                                                                       |                                                                         |
| 18-6-2003                                                               | Saint-Denis                                                             | Nuova Zelanda                                                           | 0 – 3                                                                   | Giappone                                                                | Conf. Cup 2003 - 1º turno                                               | 2                                                                       |                                                                         |
| 20-6-2003                                                               | Saint-Étienne                                                           | Francia                                                                 | 2 – 1                                                                   | Giappone                                                                | Conf. Cup 2003 - 1º turno                                               | 1                                                                       | 81’                                                                     |
| 20-8-2003                                                               | Tokyo                                                                   | Giappone                                                                | 3 – 0                                                                   | Nigeria                                                                 | Amichevole                                                              | -                                                                       |                                                                         |
| 10-9-2003                                                               | Niigata                                                                 | Giappone                                                                | 0 – 1                                                                   | Senegal                                                                 | Amichevole                                                              | -                                                                       |                                                                         |
| 8-10-2003                                                               | Tunisi                                                                  | Tunisia                                                                 | 0 – 1                                                                   | Giappone                                                                | Amichevole                                                              | -                                                                       |                                                                         |
| 11-10-2003                                                              | Bucarest                                                                | Romania                                                                 | 1 – 1                                                                   | Giappone                                                                | Amichevole                                                              | -                                                                       |                                                                         |
| 12-2-2004                                                               | Tokyo                                                                   | Giappone                                                                | 2 – 0                                                                   | Iraq                                                                    | Amichevole                                                              | -                                                                       | 72’                                                                     |
| 18-2-2004                                                               | Saitama                                                                 | Giappone                                                                | 1 – 0                                                                   | Oman                                                                    | Qual. Mondiali 2006                                                     | -                                                                       |                                                                         |
| 31-3-2004                                                               | Singapore                                                               | Singapore                                                               | 1 – 2                                                                   | Giappone                                                                | Qual. Mondiali 2006                                                     | -                                                                       | 66’                                                                     |
| 30-5-2004                                                               | Manchester                                                              | Islanda                                                                 | 2 – 3                                                                   | Giappone                                                                | Amichevole                                                              | -                                                                       | 46’                                                                     |
| 1-6-2004                                                                | Manchester                                                              | Inghilterra                                                             | 1 – 1                                                                   | Giappone                                                                | Amichevole                                                              | -                                                                       |                                                                         |
| 9-6-2004                                                                | Saitama                                                                 | Giappone                                                                | 7 – 0                                                                   | India                                                                   | Qual. Mondiali 2006                                                     | 1                                                                       |                                                                         |
| 9-7-2004                                                                | Hiroshima                                                               | Giappone                                                                | 3 – 1                                                                   | Slovacchia                                                              | Amichevole                                                              | -                                                                       | 87’                                                                     |
| 13-7-2004                                                               | Yokohama                                                                | Giappone                                                                | 1 – 0                                                                   | Serbia e Montenegro                                                     | Amichevole                                                              | -                                                                       |                                                                         |
| 20-7-2004                                                               | Chongqing                                                               | Giappone                                                                | 1 – 0                                                                   | Oman                                                                    | Coppa d'Asia 2004 - 1º turno                                            | 1                                                                       |                                                                         |
| 24-7-2004                                                               | Chongqing                                                               | Thailandia                                                              | 1 – 4                                                                   | Giappone                                                                | Coppa d'Asia 2004 - 1º turno                                            | 1                                                                       |                                                                         |
| 28-7-2004                                                               | Chongqing                                                               | Giappone                                                                | 0 – 0                                                                   | Iran                                                                    | Coppa d'Asia 2004 - 1º turno                                            | -                                                                       |                                                                         |
| 31-7-2004                                                               | Chongqing                                                               | Giappone                                                                | 1 – 1 dts (4 – 3 dtr)                                                   | Giordania                                                               | Coppa d'Asia 2004 - Quarti di finale                                    | -                                                                       |                                                                         |
| 3-8-2004                                                                | Jinan                                                                   | Bahrein                                                                 | 3 – 4 dts                                                               | Giappone                                                                | Coppa d'Asia 2004 - Semifinale                                          | -                                                                       |                                                                         |
| 7-8-2004                                                                | Pechino                                                                 | Cina                                                                    | 1 – 3                                                                   | Giappone                                                                | Coppa d'Asia 2004 - Finale                                              | -                                                                       |                                                                         |
| 13-10-2004                                                              | Mascate                                                                 | Oman                                                                    | 0 – 1                                                                   | Giappone                                                                | Qual. Mondiali 2006                                                     | -                                                                       |                                                                         |
| 9-2-2005                                                                | Saitama                                                                 | Giappone                                                                | 2 – 1                                                                   | Corea del Nord                                                          | Qual. Mondiali 2006                                                     | -                                                                       | 66’                                                                     |
| 25-3-2005                                                               | Teheran                                                                 | Iran                                                                    | 2 – 1                                                                   | Giappone                                                                | Qual. Mondiali 2006                                                     | -                                                                       |                                                                         |
| 30-3-2005                                                               | Himeji                                                                  | Giappone                                                                | 1 – 0                                                                   | Bahrein                                                                 | Qual. Mondiali 2006                                                     | -                                                                       | 13’ 90’                                                                 |
| 3-6-2005                                                                | Manama                                                                  | Bahrein                                                                 | 0 – 1                                                                   | Giappone                                                                | Qual. Mondiali 2006                                                     | -                                                                       | 64’ 76’                                                                 |
| 16-6-2005                                                               | Hannover                                                                | Giappone                                                                | 1 – 2                                                                   | Messico                                                                 | Conf. Cup 2005 - 1º turno                                               | -                                                                       | 59’                                                                     |
| 19-6-2005                                                               | Francoforte sul Meno                                                    | Grecia                                                                  | 0 – 1                                                                   | Giappone                                                                | Conf. Cup 2005 - 1º turno                                               | -                                                                       | 7’ 89’                                                                  |
| 22-6-2005                                                               | Colonia                                                                 | Brasile                                                                 | 2 – 2                                                                   | Giappone                                                                | Conf. Cup 2005 - 1º turno                                               | 1                                                                       |                                                                         |
| 7-9-2005                                                                | Rifu                                                                    | Giappone                                                                | 5 – 4                                                                   | Honduras                                                                | Amichevole                                                              | 1                                                                       | 87’                                                                     |
| 8-10-2005                                                               | Riga                                                                    | Lettonia                                                                | 2 – 2                                                                   | Giappone                                                                | Amichevole                                                              | 1                                                                       | 76’                                                                     |
| 12-10-2005                                                              | Kiev                                                                    | Ucraina                                                                 | 1 – 0                                                                   | Giappone                                                                | Amichevole                                                              | -                                                                       | 69’                                                                     |
| 16-11-2005                                                              | Tokyo                                                                   | Giappone                                                                | 1 – 0                                                                   | Angola                                                                  | Amichevole                                                              | -                                                                       |                                                                         |
| 28-2-2006                                                               | Dortmund                                                                | Bosnia ed Erzegovina                                                    | 2 – 2                                                                   | Giappone                                                                | Amichevole                                                              | -                                                                       |                                                                         |
| 30-5-2006                                                               | Leverkusen                                                              | Germania                                                                | 2 – 2                                                                   | Giappone                                                                | Amichevole                                                              | -                                                                       |                                                                         |
| 4-6-2006                                                                | Mönchengladbach                                                         | Giappone                                                                | 1 – 0                                                                   | Malta                                                                   | Amichevole                                                              | -                                                                       |                                                                         |
| 12-6-2006                                                               | Kaiserslautern                                                          | Australia                                                               | 3 – 1                                                                   | Giappone                                                                | Mondiali 2006 - 1º turno                                                | 1                                                                       |                                                                         |
| 18-6-2006                                                               | Norimberga                                                              | Giappone                                                                | 0 – 0                                                                   | Croazia                                                                 | Mondiali 2006 - 1º turno                                                | -                                                                       |                                                                         |
| 22-6-2006                                                               | Dortmund                                                                | Brasile                                                                 | 4 – 1                                                                   | Giappone                                                                | Mondiali 2006 - 1º turno                                                | -                                                                       |                                                                         |
| 24-3-2007                                                               | Yokohama                                                                | Giappone                                                                | 2 – 0                                                                   | Perù                                                                    | Amichevole                                                              | -                                                                       | 85’                                                                     |
| 5-6-2007                                                                | Saitama                                                                 | Giappone                                                                | 0 – 0                                                                   | Colombia                                                                | Amichevole                                                              | -                                                                       | 88’                                                                     |
| 9-7-2007                                                                | Hanoi                                                                   | Giappone                                                                | 1 – 1                                                                   | Qatar                                                                   | Coppa d'Asia 2007 - 1º turno                                            | -                                                                       |                                                                         |
| 13-7-2007                                                               | Hanoi                                                                   | Emirati Arabi Uniti                                                     | 1 – 3                                                                   | Giappone                                                                | Coppa d'Asia 2007 - 1º turno                                            | 1                                                                       | 42’ 71’                                                                 |
| 16-7-2007                                                               | Hanoi                                                                   | Vietnam                                                                 | 1 – 4                                                                   | Giappone                                                                | Coppa d'Asia 2007 - 1º turno                                            | 1                                                                       | 61’                                                                     |
| 21-7-2007                                                               | Hanoi                                                                   | Giappone                                                                | 1 – 1 dts (4 – 3 dtr)                                                   | Australia                                                               | Coppa d'Asia 2007 - Quarti di finale                                    | -                                                                       |                                                                         |
| 25-7-2007                                                               | Hanoi                                                                   | Giappone                                                                | 2 – 3                                                                   | Arabia Saudita                                                          | Coppa d'Asia 2007 - Semifinale                                          | -                                                                       |                                                                         |
| 28-7-2007                                                               | Palembang                                                               | Corea del Sud                                                           | 0 – 0 dts (6 – 5 dtr)                                                   | Giappone                                                                | Coppa d'Asia 2007 - Finale 3º posto                                     | -                                                                       |                                                                         |
| 7-9-2007                                                                | Klagenfurt                                                              | Austria                                                                 | 0 – 0 dts (4 – 3 dtr)                                                   | Giappone                                                                | Amichevole                                                              | -                                                                       |                                                                         |
| 11-9-2007                                                               | Klagenfurt                                                              | Giappone                                                                | 4 – 3                                                                   | Svizzera                                                                | Amichevole                                                              | 2                                                                       | 90’                                                                     |
| 27-5-2008                                                               | Saitama                                                                 | Giappone                                                                | 0 – 0                                                                   | Paraguay                                                                | Amichevole                                                              | -                                                                       |                                                                         |
| 2-6-2008                                                                | Yokohama                                                                | Giappone                                                                | 3 – 0                                                                   | Oman                                                                    | Qual. Mondiali 2010                                                     | 1                                                                       |                                                                         |
| 7-6-2008                                                                | Mascate                                                                 | Oman                                                                    | 1 – 1                                                                   | Giappone                                                                | Qual. Mondiali 2010                                                     | -                                                                       |                                                                         |
| 14-6-2008                                                               | Bangkok                                                                 | Thailandia                                                              | 0 – 3                                                                   | Giappone                                                                | Qual. Mondiali 2010                                                     | -                                                                       | 70’                                                                     |
| 22-6-2008                                                               | Saitama                                                                 | Giappone                                                                | 1 – 0                                                                   | Bahrein                                                                 | Qual. Mondiali 2010                                                     | -                                                                       |                                                                         |
| 6-9-2008                                                                | Manama                                                                  | Bahrein                                                                 | 2 – 3                                                                   | Giappone                                                                | Qual. Mondiali 2010                                                     | 1                                                                       |                                                                         |
| 9-10-2008                                                               | Tokyo                                                                   | Giappone                                                                | 1 – 1                                                                   | Emirati Arabi Uniti                                                     | Amichevole                                                              | -                                                                       | 70’                                                                     |
| 15-10-2008                                                              | Saitama                                                                 | Giappone                                                                | 1 – 1                                                                   | Uzbekistan                                                              | Qual. Mondiali 2010                                                     | -                                                                       |                                                                         |
| 19-11-2008                                                              | Doha                                                                    | Qatar                                                                   | 0 – 3                                                                   | Giappone                                                                | Qual. Mondiali 2010                                                     | -                                                                       |                                                                         |
| 11-2-2009                                                               | Yokohama                                                                | Giappone                                                                | 0 – 0                                                                   | Australia                                                               | Qual. Mondiali 2010                                                     | -                                                                       |                                                                         |
| 28-3-2009                                                               | Saitama                                                                 | Giappone                                                                | 1 – 0                                                                   | Bahrein                                                                 | Qual. Mondiali 2010                                                     | 1                                                                       |                                                                         |
| 31-5-2009                                                               | Tokyo                                                                   | Giappone                                                                | 4 – 0                                                                   | Belgio                                                                  | Amichevole                                                              | -                                                                       | 46’                                                                     |
| 6-6-2009                                                                | Tashkent                                                                | Uzbekistan                                                              | 0 – 1                                                                   | Giappone                                                                | Qual. Mondiali 2010                                                     | -                                                                       | 59’ 90’                                                                 |
| 10-6-2009                                                               | Yokohama                                                                | Giappone                                                                | 1 – 1                                                                   | Qatar                                                                   | Qual. Mondiali 2010                                                     | -                                                                       | 81’                                                                     |
| 5-9-2009                                                                | Enschede                                                                | Paesi Bassi                                                             | 3 – 0                                                                   | Giappone                                                                | Amichevole                                                              | -                                                                       | Ammonizione                                                             |
| 9-9-2009                                                                | Utrecht                                                                 | Giappone                                                                | 4 – 3                                                                   | Ghana                                                                   | Amichevole                                                              | -                                                                       | 69’                                                                     |
| 8-10-2009                                                               | Shizuoka                                                                | Giappone                                                                | 6 – 0                                                                   | Hong Kong                                                               | Qual. Coppa d'Asia 2011                                                 | -                                                                       |                                                                         |
| 14-10-2009                                                              | Rifu                                                                    | Giappone                                                                | 5 – 0                                                                   | Togo                                                                    | Amichevole                                                              | -                                                                       | 82’                                                                     |
| 14-11-2009                                                              | Port Elizabeth                                                          | Sudafrica                                                               | 0 – 0                                                                   | Giappone                                                                | Amichevole                                                              | -                                                                       | 59’                                                                     |
| 18-11-2009                                                              | Hong Kong                                                               | Hong Kong                                                               | 0 – 4                                                                   | Giappone                                                                | Qual. Coppa d'Asia 2011                                                 | 1                                                                       |                                                                         |
| 3-3-2010                                                                | Toyota                                                                  | Giappone                                                                | 2 – 0                                                                   | Bahrein                                                                 | Qual. Coppa d'Asia 2011                                                 | -                                                                       | 87’                                                                     |
| 7-4-2010                                                                | Osaka                                                                   | Giappone                                                                | 0 – 3                                                                   | Serbia                                                                  | Amichevole                                                              | -                                                                       | 70’                                                                     |
| 24-5-2010                                                               | Saitama                                                                 | Giappone                                                                | 0 – 2                                                                   | Corea del Sud                                                           | Amichevole                                                              | -                                                                       | 63’                                                                     |
| 4-6-2010                                                                | Sion                                                                    | Giappone                                                                | 0 – 2                                                                   | Costa d'Avorio                                                          | Amichevole                                                              | -                                                                       | 46’                                                                     |
| 19-6-2010                                                               | Durban                                                                  | Paesi Bassi                                                             | 1 – 0                                                                   | Giappone                                                                | Mondiali 2010 - 1º turno                                                | -                                                                       | 64’                                                                     |
| Totale                                                                  |                                                                         | Presenze (9º posto)                                                     | 98                                                                      |                                                                         | Reti (10º posto)                                                        | 24                                                                      |                                                                         |

| Cronologia completa delle presenze e delle reti in nazionale ― Giappone Olimpica | Cronologia completa delle presenze e delle reti in nazionale ― Giappone Olimpica | Cronologia completa delle presenze e delle reti in nazionale ― Giappone Olimpica | Cronologia completa delle presenze e delle reti in nazionale ― Giappone Olimpica | Cronologia completa delle presenze e delle reti in nazionale ― Giappone Olimpica | Cronologia completa delle presenze e delle reti in nazionale ― Giappone Olimpica | Cronologia completa delle presenze e delle reti in nazionale ― Giappone Olimpica | Cronologia completa delle presenze e delle reti in nazionale ― Giappone Olimpica |
| Data                                                                             | Città                                                                            | In casa                                                                          | Risultato                                                                        | Ospiti                                                                           | Competizione                                                                     | Reti                                                                             | Note                                                                             |
| -------------------------------------------------------------------------------- | -------------------------------------------------------------------------------- | -------------------------------------------------------------------------------- | -------------------------------------------------------------------------------- | -------------------------------------------------------------------------------- | -------------------------------------------------------------------------------- | -------------------------------------------------------------------------------- | -------------------------------------------------------------------------------- |
| 14-9-2000                                                                        | Canberra                                                                         | Sudafrica                                                                        | 1 – 2                                                                            | Giappone                                                                         | Olimpiadi 2000 - 1º turno                                                        | -                                                                                |                                                                                  |
| 17-9-2000                                                                        | Canberra                                                                         | Slovacchia                                                                       | 1 – 2                                                                            | Giappone                                                                         | Olimpiadi 2000 - 1º turno                                                        | -                                                                                | 79’                                                                              |
| 20-9-2000                                                                        | Brisbane                                                                         | Brasile                                                                          | 1 – 0                                                                            | Giappone                                                                         | Olimpiadi 2000 - 1º turno                                                        | -                                                                                |                                                                                  |
| 23-9-2000                                                                        | Adelaide                                                                         | Stati Uniti                                                                      | 2 – 2 dts (5 – 4 dtr)                                                            | Giappone                                                                         | Olimpiadi 2000 - Quarti di finale                                                | -                                                                                |                                                                                  |
| Totale                                                                           |                                                                                  | Presenze                                                                         | 4                                                                                |                                                                                  | Reti                                                                             | 0                                                                                |                                                                                  |

## Palmarès

### Club
- Campionato scozzese: 3

Celtic Glasgow: 2005-2006, 2006-2007, 2007-2008
- Coppa di Lega scozzese: 2

Celtic Glasgow: 2005-2006, 2008-2009
- Coppa di Scozia: 1

Celtic Glasgow: 2006-2007
- Coppa dell'Imperatore: 1

Yokohama F·Marinos: 2013-2014

### Nazionale
- Coppa d'Asia: 2

2000, 2004

### Individuale
- Miglior giocatore della Coppa d'Asia: 1

2004